# Јоханес Вермер
Јоханес Вермер, такође Јан Вермер, Јан Вермер ван Делфт (хол. Johannes Vermeer, Jan Vermeer van Delft, Делфт, 31. октобар 1632 — 15. децембар 1675) био је холандски барокни сликар 17. века, аткиван током Златног доба Холандије.

## Биографија
Био је крштен у протестантској цркви у Делфту. Његов отац именом Рајнер Јанз Вос и после из непознатих разлога променио је име у Вермер, радио је као угоститељ али је о себи говорио да је произвођач свиле. Можда се због тога многе таписерије јављају на Вермеровим сликама.
Вермер и његова породица припадала је средњој класи и живели су у великој кући. Његови преродитељи су били неписмени а неписмена је била и Вермерова мати. Јан се родио као друго дете и као једини син.
Мотивација Јана да постане сликар и његови почеци су у тајности али се бележи да је морао да ради шест година у атељеу мајстора који је био члан цеха Св. Луке (цеху сликара), да би 1653. године био примљен у цех и да би могао да потписује и продаје властита дела. Неки истраживачи су мишљења да је путовао у Амстердам и Утрехт на студијска путовања.
Вермер се оженио 1653. године са Катерином Болнес која је била католичке вере и није сигурно да је Јан после свадбе преступио. У браку је имао једанаест деце који су били васпитани у католичкој вери.
У почетку је у Јановом делу било утицаја из религије, митологије и жанровских мотива школе из Утрехта која је полазила од Каравађа. Његова зашта је поседовала дела из утрехтске школе и била је рођака једног утрехтског сликара.
После одређеног времена долази до обрта и Јан почиње да слика сцене из живота. Његове фигуре на сликама су као да су ухваћене у јадном тренутку што му даје достојанственост и живот у његовим делима.
Вермер је у почетку свог живота живео као и његов отац од продаје уметничких дела и у просеку је сликао по два платна за годину дана али је ипак сматран за сликара у бројним списима а касније и за познаваоца сликарства и био је позиван да одреди цену за поједине слике али и његове властите слике су се јако повољно продавале.
Вермер није много стварао ни у време највеће славе али је добро продавао слике. У време када ге је посетио француски путописац Балтазар Монконис није могао да му покаже ни једну своју слику. Када су скупа посетили кућу пекара Хенрика ван Бујтена који је био скупљач Вермерових дела овај путописац је забележио да је ту видео Вермерову слику са једном фигуром која је имала невероватну цену од 600 златних гулдена.
Године 1660. је Вермера посетио познавалац уметности Питер ван Бекоут које је забележио да је видео неке слике од Вермера које су имале као једну од најзначајнијих карактеристика перспективу. У ово доба Вермер је био позван у Хаг да посуди веродостојност слика од италијанских мајстора Рафаел Сантија и Микеланђела. За време инвазије Француза 1678. године Вермерова породица је упала у тешкоће и он је у то време сликао још мање него до тада.
Године 2003, режисер Петер Вебер је снимио филм о околностима Вермерове слике „Девојка са бисерном минђушом“.

## Дела
Целокупни опус Јоханеса Вермера је веома мали и обухвата 37 данас познатих дела. Формати његових слика су доста мали. У раној фази сликао је историјске призоре, док се касније специјализовао за жанр сликарство. Са гледишта данашње естетике, најпознатија дела су му Алегорија уметности (Сликар у атељеу), Поглед на Делфт и Девојка са бисерном минђушом. Током 19. века, услед нараслог интересовања за његово сликарство и малог броја познатих дела, приписивали су му знатно већи број слика. До данас је истраживањем откривен његов јединствени начин сликања.
Вермер је производио ефекте провидних слојева боје техником зрнастих наноса познатом под именом поантије (pointillé). Не постоје сачувани његови цртежи, тако да се о начину на које је припремао композиције може само посредно закључивати. Историчари уметности верују да је Вермер користио апарат камера опскура да прецизно позиционира објекте у простору. До овог закључка се долази посматрајући извесне оптичке диспропорције на његовим сликама.
Не постоји уметник тога доба који је са таквом вештином употребљавао лапис лазули, природни ултрамарин. Вермер није ову драгоцену боју издашно користио не само за плаве површине, већ и као подлогу за друге боје, рецимо за сенке на зиду. Сматра се да су га на овај приступ инспирисале идеје Леонарда који је тврдио да предмети преузимају део боје од суседних објеката.